# Entelodòntids
Els entelodòntids (Entelodontidae) formen una família extinta de mamífers amb una relació llunyana amb els porcs i altres artiodàctils no remugants. Habitaren els boscos d'Àsia, Europa i Nord-amèrica durant l'Eocè i el Miocè, entre fa 13,6 i 38 milions d'anys. Els més grossos feien 2,1 metres d'alçada i tenien el cervell de la mida d'un puny. S'alimentaven de carronya i d'animals vius i complementaven la seva dieta amb vegetals.

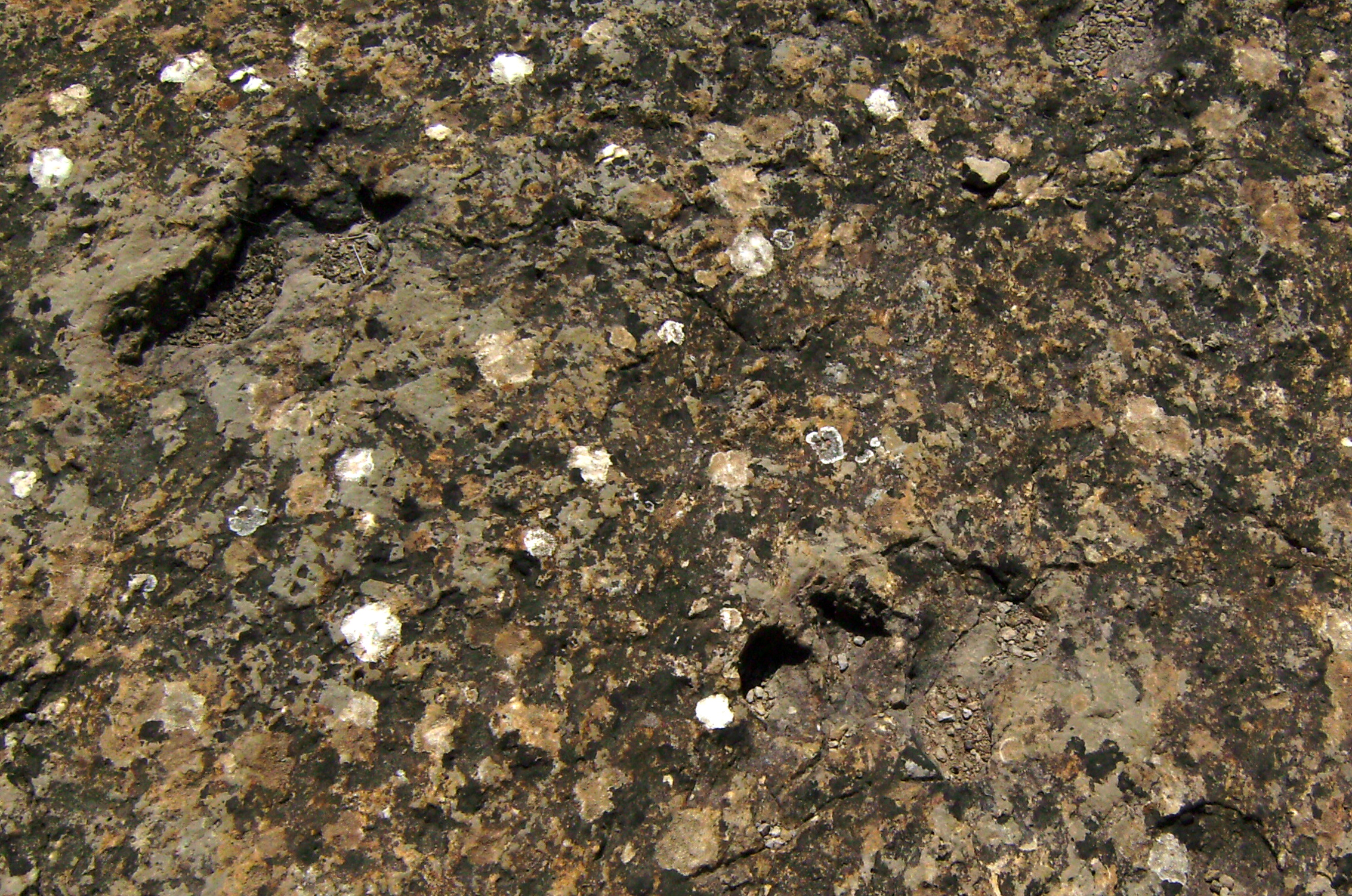
Petjada fòssil (icnita) d'un entelodòntid de la Serra de Castelltallat que se sembla a la d'un senglar actual